# Campeonato do mundo de corrida à americana masculina
O Campeonato do mundo de corrida à americana masculina é o campeonato do mundo de corrida à americana organizado anualmente pelo UCI no marco dos Campeonato Mundial de Ciclismo em Pista. Desde 2017, um campeonato do mundo feminino também é organizado.

## Histórico
Está integrada no programa dos Campeonato Mundial de Ciclismo em Pista desde 1995.
O Espanhol Joan Llaneras o Francês Morgan Kneisky e o Britânico Mark Cavendish com três títulos detêm o recorde de vitórias.

## Pódios dos campeonatos mundiais
| Evento | Ouro                                             | Prata                                                | Bronze                                               |
| ------ | ------------------------------------------------ | ---------------------------------------------------- | ---------------------------------------------------- |
| 1995   | Itália · Silvio Martinello · Marco Villa         | Argentina · Gabriel Curuchet · Juan Esteban Curuchet | Suíça · Kurt Betschart · Bruno Risi                  |
| 1996   | Itália · Silvio Martinello · Marco Villa         | Austrália · Scott McGrory · Stephen Pate             | Alemanha · Andreas Kappes · Carsten Wolf             |
| 1997   | Espanha · Joan Llaneras · Miguel Alzamora        | Itália · Silvio Martinello · Marco Villa             | Argentina · Gabriel Curuchet · Juan Esteban Curuchet |
| 1998   | Bélgica · Etienne De Wilde · Matthew Gilmore     | Itália · Silvio Martinello · Andrea Collinelli       | Alemanha · Andreas Kappes · Stefan Steinweg          |
| 1999   | Espanha · Joan Llaneras · Isaac Gálvez           | Dinamarca · Jimmi Madsen · Jakob Piil                | Alemanha · Andreas Kappes · Olaf Pollack             |
| 2000   | Alemanha · Eric Weispfennig · Stefan Steinweg    | Espanha · Joan Llaneras · Isaac Gálvez               | Argentina · Edgardo Simón · Juan Esteban Curuchet    |
| 2001   | França · Jérôme Neuville · Robert Sassone        | Espanha · Joan Llaneras · Isaac Gálvez               | Argentina · Gabriel Curuchet · Juan Esteban Curuchet |
| 2002   | França · Jérôme Neuville · Franck Perque         | Áustria · Roland Garber · Franz Stocher              | Argentina · Edgardo Simón · Juan Esteban Curuchet    |
| 2003   | Suíça · Bruno Risi · Franco Marvulli             | Nova Zelândia · Gregory Henderson · Hayden Roulston  | Argentina · Juan Esteban Curuchet · Walter Pérez     |
| 2004   | Argentina · Juan Esteban Curuchet · Walter Pérez | Suíça · Bruno Risi · Franco Marvulli                 | Países Baixos · Robert Slippens · Danny Stam         |
| 2005   | Reino Unido · Mark Cavendish · Robert Hayles     | Países Baixos · Robert Slippens · Danny Stam         | Bélgica · Matthew Gilmore · Iljo Keisse              |
| 2006   | Espanha · Isaac Gálvez · Joan Llaneras           | Ucrânia · Lyubomyr Polatayko · Volodymyr Rybin       | Argentina · Juan Esteban Curuchet · Walter Pérez     |
| 2007   | Suíça · Bruno Risi · Franco Marvulli             | Países Baixos · Peter Schep · Danny Stam             | Chéquia · Alois Kaňkovský · Petr Lazar               |
| 2008   | Reino Unido · Mark Cavendish · Bradley Wiggins   | Alemanha · Roger Kluge · Olaf Pollack                | Dinamarca · Michael Mørkøv · Alex Rasmussen          |
| 2009   | Dinamarca · Michael Mørkøv · Alex Rasmussen      | Austrália · Leigh Howard · Cameron Meyer             | Chéquia · Martin Bláha · Jiří Hochmann               |
| 2010   | Austrália · Leigh Howard · Cameron Meyer         | França · Christophe Riblon · Morgan Kneisky          | Bélgica · Ingmar De Poortere · Steve Schets          |
| 2011   | Austrália · Leigh Howard · Cameron Meyer         | Chéquia · Martin Bláha · Jiří Hochmann               | Países Baixos · Theo Bos · Peter Schep               |
| 2012   | Bélgica · Kenny De Ketele · Gijs Van Hoecke      | Reino Unido · Ben Swift · Geraint Thomas             | Austrália · Leigh Howard · Cameron Meyer             |
| 2013   | França · Vivien Brisse · Morgan Kneisky          | Espanha · David Muntaner · Albert Torres             | Alemanha · Henning Bommel · Theo Reinhardt           |
| 2014   | Espanha · David Muntaner · Albert Torres         | Chéquia · Martin Bláha · Vojtěch Temčecký            | Suíça · Stefan Küng · Théry Schir                    |
| 2015   | França · Bryan Coquard · Morgan Kneisky          | Itália · Liam Bertazzo · Elia Viviani                | Bélgica · Jasper de Buyst · Otto Vergaerde           |
| 2016   | Reino Unido · Mark Cavendish · Bradley Wiggins   | França · Morgan Kneisky · Benjamin Thomas            | Espanha · Sebastián Mora · Albert Torres             |
| 2017   | França · Morgan Kneisky · Benjamin Thomas        | Austrália · Cameron Meyer · Callum Scotson           | Bélgica · Moreno De Pauw · Kenny De Ketele           |
| 2018   | Alemanha · Roger Kluge · Theo Reinhardt          | Espanha · Albert Torres · Sebastian Mora             | Austrália · Cameron Meyer · Callum Scotson           |
| 2019   | Alemanha · Roger Kluge · Theo Reinhardt          | Dinamarca · Lasse Norman Hansen · Casper von Folsach | Bélgica · Kenny De Ketele · Robbe Ghys               |
| 2020   | Dinamarca · Lasse Norman Hansen · Michael Mørkøv | Nova Zelândia · Campbell Stewart · Aaron Gate        | Alemanha · Roger Kluge · Theo Reinhardt              |

## Balanço
Classificação individual
| Faixa | Atleta            | País        | Ouro | Prata | Bronze | Juntos |
| ----- | ----------------- | ----------- | ---- | ----- | ------ | ------ |
| 1     | Morgan Kneisky    | França      | 3    | 2     | 0      | 5      |
| 1     | Joan Llaneras     | Espanha     | 3    | 2     | 0      | 5      |
| 3     | Mark Cavendish    | Reino Unido | 3    | 0     | 0      | 3      |
| 4     | Cameron Meyer     | Austrália   | 2    | 2     | 2      | 6      |
| 5     | Isaac Gálvez      | Espanha     | 2    | 2     | 0      | 4      |
| 5     | Silvio Martinello | Itália      | 2    | 2     | 0      | 4      |
| 7     | Leigh Howard      | Austrália   | 2    | 1     | 1      | 4      |
| 7     | Roger Kluge       | Alemanha    | 2    | 1     | 1      | 4      |
| 9     | Franco Marvulli   | Suíça       | 2    | 1     | 0      | 3      |
| 9     | Bruno Risi        | Suíça       | 2    | 1     | 0      | 3      |
| 9     | Marco Villa       | Itália      | 2    | 1     | 0      | 3      |
| 9     | Theo Reinhardt    | Alemanha    | 2    | 1     | 0      | 3      |

Classificação por país
| Faixa | País          | Ouro | Prata | Bronze | Juntos |
| ----- | ------------- | ---- | ----- | ------ | ------ |
| 1     | França        | 5    | 2     | 0      | 7      |
| 2     | Espanha       | 4    | 4     | 1      | 9      |
| 3     | Alemanha      | 3    | 1     | 5      | 9      |
| 4     | Reino Unido   | 3    | 1     | 0      | 4      |
| 5     | Austrália     | 2    | 3     | 2      | 7      |
| 6     | Itália        | 2    | 3     | 0      | 5      |
| 7     | Dinamarca     | 2    | 2     | 1      | 5      |
| 8     | Suíça         | 2    | 1     | 2      | 5      |
| 9     | Bélgica       | 2    | 0     | 5      | 7      |
| 10    | Argentina     | 1    | 1     | 6      | 8      |
| 11    | Países Baixos | 0    | 2     | 2      | 4      |
| 11    | Chéquia       | 0    | 2     | 2      | 4      |
| 13    | Nova Zelândia | 0    | 2     | 0      | 2      |
| 14    | Áustria       | 0    | 1     | 0      | 1      |
| 14    | Ucrânia       | 0    | 1     | 0      | 1      |
| Total | Total         | 26   | 26    | 26     | 78     |